# Díada
Una díada és la relació estable entre dues persones que pot adoptar diferents formes: una parella afectiva, la relació entre dos familiars com ara pare i fill, la relació entre mestre i deixeble, dos amics íntims o dos socis en una empresa o tasca, entre d'altres. Aquesta relació pot ser asimètrica o simètrica però requereix la cooperació de les dues parts perquè funcioni. Pot dur a la màxima comunicació possible, en reduir els membres implicats en l'intercanvi, però aquesta manca d'altres persones fa que pugui estar subjecta a la inestabilitat.